# Кинкейд-Маундз

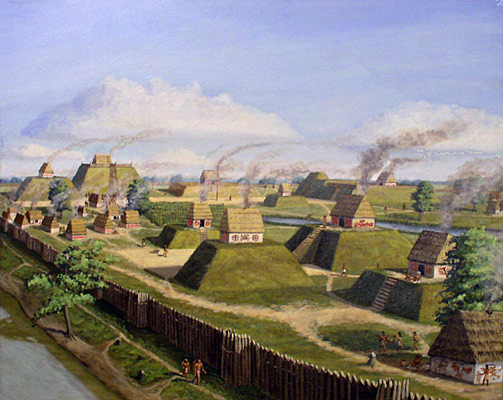
Кинкейдские курганы ранним утром, картина маслом художника Эронимуса Рау

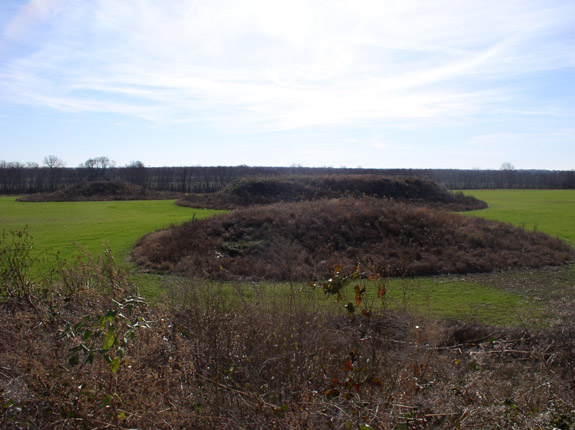
Курганы (слева по часовой стрелке) 7, 8 и 9

Исторический памятник Кинкейд-маундз (Кинкейдские курганы) включает индейские курганы, сооружённые в период 1050—1400 гг. н. э. Это был один из важнейших центров миссисипской культуры, расположенный на южной оконечности современного американского штата Иллинойс. Кинкейдские курганы сыграли важную роль как в истории индейцев, так и позднее, в развитии методов современной американской археологии. На вершине обнаруженных здесь как минимум 11 платформенных курганов в доколумбову эпоху находились жилища вождей или культовые сооружения. При раскопках Кинкейд-Маундз обнаружены артефакты южной миссисипской культуры, однако миссисипское поселение, по-видимому, возникло поверх более раннего поселения позднего вудлендского периода (500—1000 г. до н.э).
Кинкейд-Маундз причислен к Национальным историческим памятникам в 1964 году как важный центр погребений индейцев и древний центр торговли вдоль реки Огайо.
Памятник находится на границе современных округов Массак и Поуп на юге штата Иллинойс, в регионе, известном под неформальным названием «маленький Египет» (часть, расположенная на территории округа Поуп, находится в частной собственности). Крупные раскопки здесь проводила в 1934—1941 г. команда археологов из Чикагского университета.

## История
Археологи из Чикаго, проводившие здесь раскопки в 1930 г., обнаружили в Кинкейде слои различных эпох вплоть до наиболее раннего, архаического периода доколумбовой истории Северной Америки. Чикагские археологи идентифицировали этот слой как Фолкнеровский компонент (Faulkner Component), докерамическую культуру, напоминающую во многом другие культуры раннего вудлендского периода (дептфордская фаза), например, культуру Адена.
Более густонаселённой местность была в последующем раннем и среднем вудлендском периоде (эти этапы известны как Дептфордская фаза и культура Свифт-Крик). Культура этого времени была оседлой, полуаграрной, с использованием керамики с примесью толчёного известняка и возведением постоянных деревянных домов. Культура Баумер (Baumer culture), к которой относилось тогдашнее поселение в Кинкейде, существовала одновременно с культурами Адена и Хоупвелл.
Поселение продолжало существовать в позднем вудлендском периоде, известном как культура Льюис.
Тем не менее, наиболее значительным является курганное поселение в Кинкейде эпохи миссисипской культуры, развившееся из местной общины времён культуры Льюис около 1050 г. н. э. Кинкейд находится всего в 65 км от Кахокии, и во многом испытал её влияние. В этот последний период существования Кинкейда здесь было сооружено не менее 19 курганов в основном характерных для миссисипской культуры платформенных курганов. Крупная центральная площадь, окружённая курганами, была центром социальной жизни общины. Высота центральных курганов достигала 15 метров, а длина в ряде случаев — 150 метров; хотя они и не превосходят Монкс-Маунд, но весьма велики для курганов миссисипской культуры.
Интенсивные раскопки Кинкейда ведут археологи из Университета Иллинойса с 2003 года.
При раскопках обнаружены резные статуэтки из каменного угля и флюорита; в их иконографии обнаруживаются явные связи с юго-восточным церемониальным комплексом. Торговля кремнёвым сланцем из этих мест достигала штатов Миссури, Теннесси и других регионов Иллинойса. Также для этого поселения характерна керамика, покрытая краской, за исключением составляющих изображение фигур (англ. negative resist).
Поселение миссисипской культуры было заброшено около 1400—1450 гг. О том, что поселение было заброшено задолго до прихода европейцев, косвенно свидетельствует также отсутствие документальных свидетельств о той эпохе, записанных со слов местных жителей.